# 乌苏里早熟禾
乌苏里早熟禾（学名：Poa urssulensis），为禾本科早熟禾属下的一个植物种。